# Ernesto Lagos (atleta)
Ernesto Lagos Salinas (nacido 28 de noviembre de 1931) es un atleta chileno. Participó en el salto de altura de los hombres en los Juegos Panamericanos de 1951, Juegos Olímpicos de Helsinki 1952 y los Juegos Panamericanos de 1955.